# Liechtensteiner-Cup 1978-1979
La Liechtensteiner-Cup 1978-1979 è stata la 34ª edizione della coppa nazionale del Liechtenstein conclusa con la vittoria finale del FC Balzers, al suo terzo titolo.
Della competizione è noto solo il risultato della finale.

## Finale
| Schaan | FC Balzers | 3 – 1 | USV Eschen/Mauren |  |